# Lee Ki-jeong
Lee Ki-jeong, född den 18 juli 1995, är en sydkoreansk curlingspelare. Vid olympiska vinterspelen 2018 deltog han tillsammans med Jang Hye-ji i den första olympiska curlingtävlingen i mix-dubbel någonsin.